# کالانتس‌اوخ
کالانتس‌اوخ (به هلندی: Callantsoog) یک منطقهٔ مسکونی در هلند است که در Schagen واقع شده‌است. کالانتس‌اوخ ۱٬۹۵۶ نفر جمعیت دارد.